# 이광희 (1958년)
이광희(李光熙, 1958년 3월 17일 ~ )은 대한민국의 제7·8대 경상남도 김해시의원이다.

## 학력
- 김해동광국민학교 졸업
- 김해중학교 졸업
- 경남고등학교 졸업
- 서울대학교 원예학과 3학년 제적 명예졸업

### 비학위 수료
- 경남대학교 북한대학원 정치학 석사 졸업
- 동국대학교 북한학과 박사과정 수료 통일학 졸업

## 경력
- 김해시 YMCA창립 이사
- 김해시 YMCA창립 사회개발위원장
- 김해시 학교운영위원장협의회 회장
- 제4대 경상남도 교육위원회 위원
- 인제대학교 통일학부 겸임교수
- 민주운동가 김병곤 추모기념물 건립추진위원회 사무국장
- 민주평화통일자문회의 자문위원
- 김해시 소상공인연합회 자문위원
- 노무현재단 "사람사는세상" 후원인
- 더불어민주당 김해시당 김해시 을 교육위원장
- 2017.04 ~ 2018.05 제7대 경상남도 김해시의회 의원
- 2017.04 ~ 2018.05 제7대 경상남도 김해시의회 후반기 행정자치위원회 위원
- 2017.04 ~ 2018.05 제7대 경상남도 김해시의회 후반기 예산결산특별위원회 위원
- 2017.06 ~ 2017.06 제7대 경상남도 김해시의회 행정자치위원회 행정사무감사 위원
- 2017.07 ~ 2017.11 제7대 경상남도 김해시의회 신공항대책위원회 위원
- 2017.10 ~ 2017.10 제7대 경상남도 김해시의회 윤리특별위원회 위원
- 2018.07 ~ 2022.06 제8대 경상남도 김해시의회 의원
- 2018.07 ~ 2020.07 제8대 경상남도 김해시의회 전반기 사회산업위원회 위원
- 2018.07 ~ 2020.07 제8대 경상남도 김해시의회 전반기 의회운영위원회 위원
- 2018.07 ~ 2020.07 제8대 경상남도 김해시의회 전반기 예산결산특별위원회 위원
- 2018.07 ~ 2020.09 제8대 경상남도 김해시의회 김해신공항대책 행정사무조사특별위원회 위원장
- 2019.06 ~ 2019.06 제8대 경상남도 김해시의회 사회산업위원회 행정사무감사 위원
- 2020.07 ~ 2022.06 제8대 경상남도 김해시의회 후반기 사회산업위원회 위원
- 2020.07 ~ 2022.06 제8대 경상남도 김해시의회 후반기 예산결산특별위원회 위원

## 역대 선거 결과
|  | 10.93% |

|  | 15.32% |

|  | 39.09% |

|  | 17.38% |